# Euphorbia bongolavensis
Euphorbia bongolavensis ist eine Pflanzenart aus der Gattung Wolfsmilch (Euphorbia) in der Familie der Wolfsmilchgewächse (Euphorbiaceae).

## Beschreibung
Die nur wenig sukkulente Euphorbia bongolavensis bildet Sträucher bis 1 Meter Höhe aus. Der kurze Stamm  mit einer sich abschälenden Rinde wird bis 40 Zentimeter hoch und bis 4 Zentimeter dick. Die dünnen Seitentrieben stehen zu 10 Stück in einem Büschel an den Triebenden und werden bis 30 Zentimeter lang. Die Spitzen der Triebe sind auf etwa 2 Zentimeter Länge verdickt und dicht mit Blattnarben besetzt. Die drei bis acht an den Triebspitzen gehäuft stehenden Blätter sind lanzettlich und werden bis 6,5 Zentimeter lang und 3,5 Zentimeter breit. Sie stehen an einem roten, bis 1 Zentimeter langen Stiel.

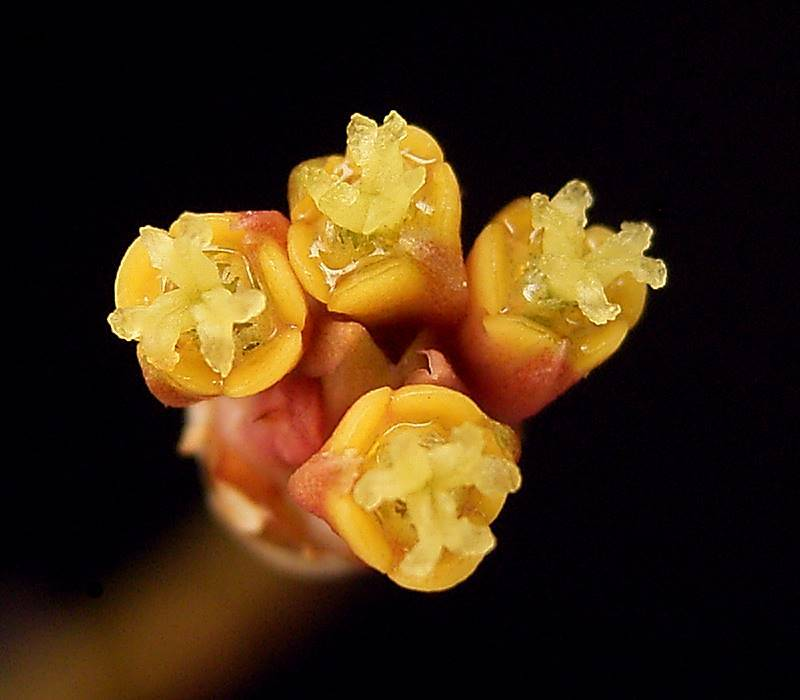
Blütendetail

Die männlichen Cyathien stehen zu dritt oder viert in Büscheln, die weiblichen stehen einzeln. Sie werden etwa 2 Millimeter groß und sind nahezu sitzend. Die elliptische Nektardrüsen sind gelb gefärbt. Die stumpf gelappte Frucht wird 7 Millimeter lang und 5 Millimeter breit. Sie steht an einem 2 Millimeter langen Stiel. Der kugelförmige Samen wird 1,5 Millimeter groß.

## Verbreitung und Systematik
Euphorbia bongolavensis ist endemisch in Nordwest-Madagaskar in der Provinz Mahajanga in trockenen Wäldern verbreitet.
Die Art steht auf der Roten Liste der IUCN und gilt als stark gefährdet (Endangered).
Die Erstbeschreibung der Art erfolgte 1993 durch Werner Rauh.